# Krew na piasku (film 1941)
Krew na piasku (ang. Blood and Sand) – amerykański film z 1941 roku w reżyserii Roubena Mamouliana, będący adaptacją powieści Vicente Blasco Ibáñeza. Film w 1942 był nominowany do Oscara w dwóch kategoriach z czego ostatecznie został nagrodzony w jednej z nich. 

## Obsada
- Francis McDonald jako przyjaciel Manolo
- Linda Darnell jako Carmen Espinosa
- Rita Hayworth jako Dona Sol des Muire
- Anthony Quinn jako Manola de Palma
- J. Carrol Naish jako Garabato
- John Carradine jako Nacional
- Lynn Bari jako Encarnacion
- George Reeves jako kapitan Pierre Lauren